# Old English Black and Tan Terrier

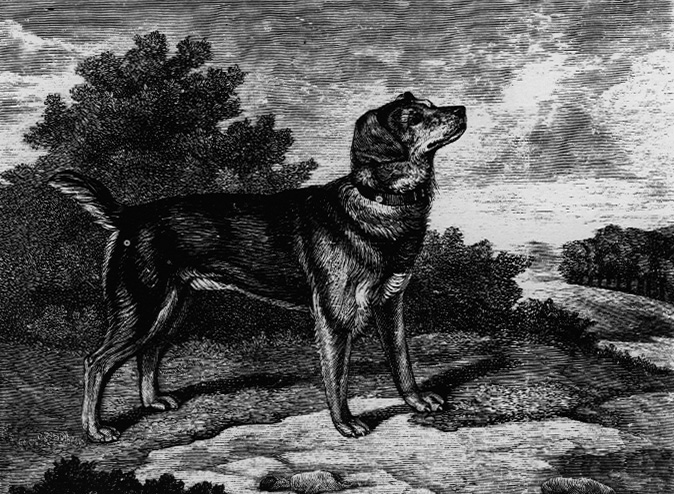
Old English Black and Tan Terrier

Der Old English Black and Tan Terrier ist eine ausgestorbene Hunderasse. Zum letzten Mal wurde ein Vertreter dieser Rasse im Jahr 1900 ausgestellt. Er gilt oft (wohl irrtümlich) als der wichtigste Vorfahr des Welsh Terriers. Es wird vermutet, dass sein Verschwinden mit der zunehmenden Beliebtheit des Welsh Terriers im Zusammenhang steht. Zusammen mit dem Old White English Terrier gilt er als ein Vorläufer des Fox Terriers und damit des Jack Russell Terriers bzw. Parson Russell Terriers. Des Weiteren wird vermutet, dass der Old English Black and Tan Terrier auch einen Beitrag für die Zucht des Airedale Terriers leistete.